# Sankt Bernhardt
Sankt Bernhardt ist ein Stadtteil von Esslingen am Neckar. Er hat sich um die erstmals 1382 erwähnte, heute evangelische Kirche St. Bernhardt entwickelt und bestand aus einem Weiler, der anfangs um 1463 zu Hainbach zählte.  Auf dem Friedhof von St. Bernhardt liegen Angehörige der Familie von Palm sowie der Schriftsteller Olaf Saile und seine Frau Käthe Saile begraben. 
Der Stadtteil ist in den letzten Jahren stark gewachsen, nachdem in den Gebäuden der ehemaligen Becelaere-Kaserne und durch Neubauten auf dem Gelände der Funkerkaserne Wohnraum geschaffen wurde.

## Politik
Der Ansprechpartner für die Belange des Stadtteils für die Stadtverwaltung und den Gemeinderat von Esslingen ist der Bürgerausschuss St. Bernhardt, Kennenburg, Wiflingshausen. Auf der Stadtteilebene gestaltet der Bürgerausschuss das kommunale Leben mit. Er ist Mitglied der Arbeitsgemeinschaft der Bürgerausschüsse, diese besteht zum Erfahrungsaustausch und zur Koordination der einzelnen Bürgerausschüsse der Stadt.
Grundlage für die Arbeitsweise und den Aufbau des Bürgerausschusses und der Arbeitsgemeinschaft ist der von der Arbeitsgemeinschaft am 21. Februar 1991 beschlossene Status. 
Als Grundlage für die Zusammenarbeit zwischen dem Bürgerausschuss, dem Gemeinderat und der Verwaltung wurde eine Vereinbarung getroffen. Diese wurde von der Arbeitsgemeinschaft am 17. Juli 1990 gebilligt und vom Gemeinderat am 10. Dezember 1990 genehmigt. Im Juni 2000 wurde sowohl der Status als auch die Vereinbarung redaktionell überarbeitet.
In der öffentlichen Bürgerversammlung, die die Stadt Esslingen am 18. Juli 2019 in der Sängerkranzgaststätte in St. Bernhardt durchführte, wurde der Bürgerausschuss St. Bernhardt, Kennenburg, Wiflingshausen für 3 Jahre gewählt.

## Bildungseinrichtungen
Im Stadtteil sind Teile der Hochschule Esslingen, das Private Gymnasium Esslingen, das speziell für Kinder und Jugendliche mit AD(H)S ist, die Grundschule Sankt Bernhardt sowie mehrere Kindergartengruppen angesiedelt.

## Weblinks

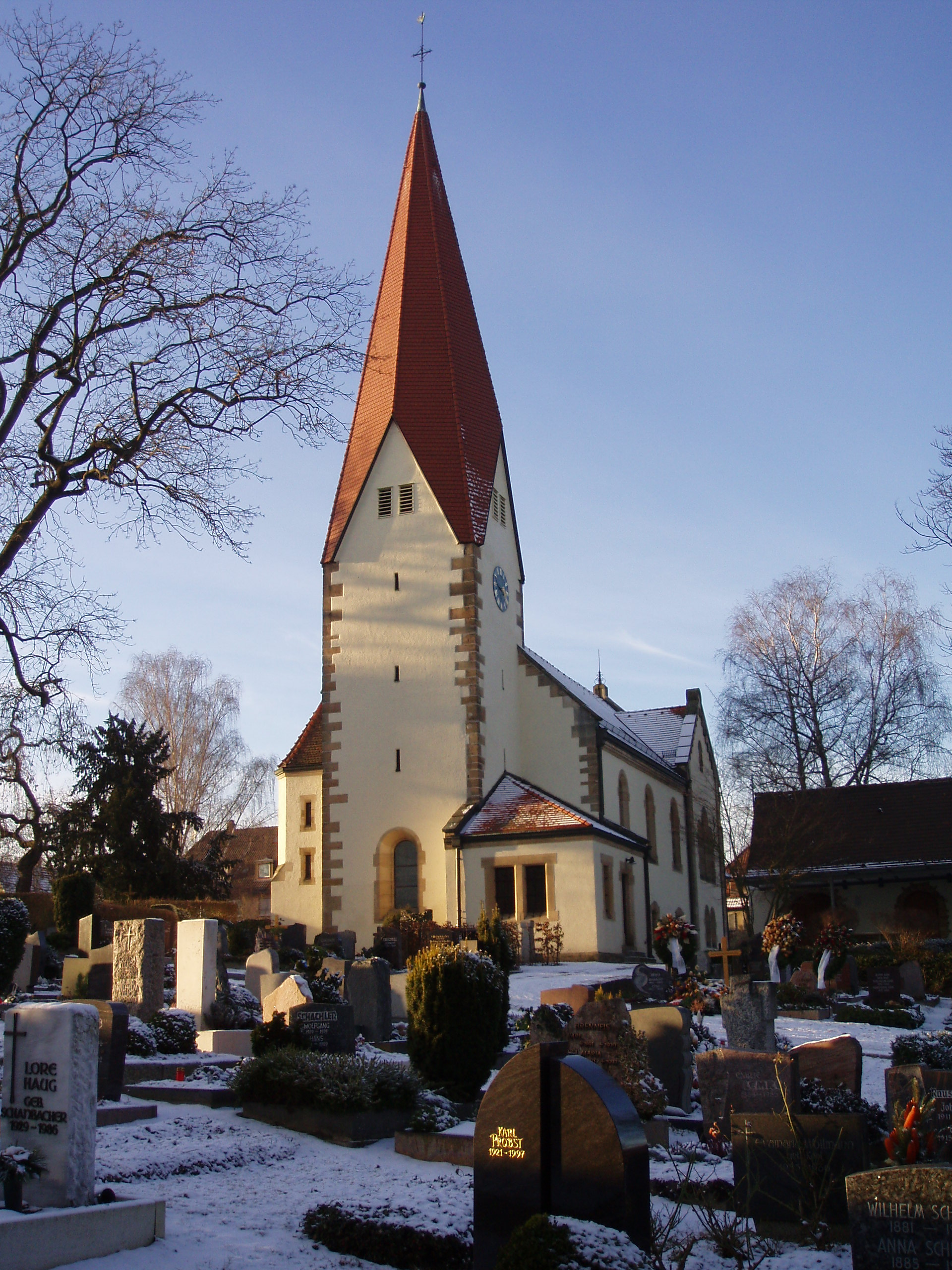
Kirche St. Bernhardt